# Geologia Afryki
Afryka leży w całości na płycie afrykańskiej i częściowo na powstającej jej kosztem płycie somalijskiej.
Afryka zbudowana jest z trzech głównych platform tektonicznych: występującej na północnym zachodzie platformy saharyjskiej, położonej na północnym wschodzie platformy nubijskiej i położonej na południu platformy południowoafrykańskiej. Platformy składają się z tarcz i leżących pomiędzy nimi obniżeń wypełnionych paloozoicznymi, mezozoicznymi i kenozoicznymi pokrywami osadowymi.
Platforma saharyjska zbudowana jest z trzech wielkich wyniesień (tarcz, kratonów): wyniesienia środkowosaharyjskiego (w skład którego wchodzą tarcza Ahaggaru i tarcza Tibesti), tarczy regibackiej i wyniesienia gwinejskiego. Na północ od nich znajdują się: niecka Tinduf i niecka algiersko-libijska, a pomiędzy wyniesieniami: niecka Taudeni, niecka nigeryjska i niecka Czadu.
Platforma nubijska składa się z tarczy egipsko-sudańskiej, płyty nubijskiej i monokliny egipskiej. Kiedyś do platformy nubijskiej należała też płyta somalijska, która została oddzielona od niej systemem Wielkich Rowów Afrykańskich i leży na wydzielanej przez niektórych badaczy płycie somalijskiej (nieszczęśliwe przeniesienie nazwy jednostki geologicznej na płytę tektoniczną). Jeszcze wcześniej platforma nubijska była połączona z tarczą arabską i monokliną arabską, tworząc większą platformę nubijsko-arabską. Jej wschodnia część została oddzielona Ryftem Morza Czerwonego i obecnie leży na platformie arabskiej.
Platforma południowoafrykańska zbudowana jest z wyniesień: środkowoafrykańskiego, kongijsko-namibijskiego, Transwalu i mozambicko-rodezyjskiego, które otaczają centralnie położone zagłębienia – Kongo i Kalahari.
Na znacznych obszarach Afryki obserwujemy wychodnie tarcz prekambryjskich. Wiek budujących je skał określono na prekambr oraz starszy paleozoik.
We wschodniej części kontynentu, powstał potężny system rowów tektonicznych, ciągnących się od Morza Czerwonego aż do ujścia Zambezi, nazywany Wielkim Rowem Afrykańskim lub Ryftem Afrykańskim (Ryftem Wschodnioafrykańskim). Niektórzy badacze obszar położony na wschód od doliny ryftowej zaliczają do płyty somalijskiej.
Na południowym i północny krańcu kontynentu występują sfałdowane skały nie należące do prekambryjskiego cokołu. Są to Góry Smocze, powstałe w czasie orogenezy waryscyjskiej, oraz góry Atlas wypiętrzone podczas fałdowań alpejskich. Na północ od Gór Smoczych, a na południe od wyniesienia Transwalu położona jest niecka Karru, której osady leżą niezgodnie na podłożu krystalicznym platformy południowoafrykańskiej.

Płyta afrykańska zaznaczona kolorem ciemnopomarańczowym